# Abu-l-Abbàs Abd-Al·lah (II) ibn Ibrahim
Abu-l-Abbàs Abd-Al·lah (II) ibn Ibrahim —àrab: أبو العباس عبد الله بن إبراهيم, Abū l-ʿAbbās ʿAbd Allāh ibn Ibrāhīm— (? - ?) fou emir aglàbida d'Ifríqiya (902-903).
Era fill d'Abu Ishak Ibrahim II ben Ahmad que el va enviar a Sicília com a governador (any 900), on va participar en la conquesta de Palerm i de Reggio (a Calàbria). El 18 d'octubre del 902 el seu pare va abdicar al seu favor i es va traslladar a Tunis per fer-se càrrec del poder. Les seves primeres mesures foren per combatre els xiïtes.
Fou assassinat el 23 de juliol del 903 pel seu fill Abu Mudar Ziyadat Allah III ben Abd Allah, que el va succeir.